# Brian Wilson (album)
Brian Wilson je první sólové studiové album amerického hudebníka Briana Wilsona ze skupiny The Beach Boys. Vydáno bylo v červenci roku 1988 společnostmi Sire Records a Reprise Records. Na jeho produkci se kromě Wilsona podíleli ještě Russ Titelman, Jeff Lynne, Lenny Waronker a Andy Paley.

## Seznam skladeb
Na původních vydáních byli coby autoři některých písní uvedeni také Wilsonův kontroverzní psycholog Eugene Landy a jeho partnerka Alexandra Morgan (níže přeškrtnutí), kteří na reedicích po roce 2000 již uváděni nejsou.
1. Love and Mercy (Brian Wilson, Eugene Landy, Alexandra Morgan) – 2:52
2. Walkin' the Line (Wilson, Landy, Nick Laird-Clowes) – 2:37
3. Melt Away (Wilson, Landy) – 2:58
4. Baby Let Your Hair Grow Long (Wilson, Landy) – 3:15
5. Little Children (Wilson) – 1:48
6. One for the Boys (Wilson) – 1:47
7. There's So Many (Wilson, Landy, Morgan) – 2:46
8. Night Time (Wilson, Landy, Morgan, Andy Paley) – 3:34
9. Let it Shine (Wilson, Jeff Lynne) – 3:57
10. Meet Me in My Dreams Tonight (Wilson, Paley, Andy Dean) – 3:05
11. Rio Grande (Wilson, Paley) – 8:12

## Obsazení
- Brian Wilson – zpěv, klavír, varhany, zvonkohra, zvony, vibrafon, zvukové efekty
- Jeff Lynne – baskytara, kytara, klávesy
- Rob Mounsey – kytara, klavír, emulátor, syntezátorová kytara
- Elliot Easton – kytara
- Michael Andreas – flétna, saxofon
- Michael Bernard – bicí, programování syntezátoru
- Stewart Blumberg – trubka
- Jeff Bova – klávesy, programování
- Jimmy Bralower – programování bicích
- Lance Buller – trubka
- Terence Trent D'Arby – doprovodné vokály
- Christopher Cross – doprovodné vokály
- Andy Dean – perkuse, programování, zvony, vibrafon
- Tris Imboden – bicí
- Hyman Katz – flétna, pikola
- Robbie Kilgore – programování klávesy
- Larry Williams – saxofon
- Harry Kim – trubka
- Steve Lindsey – klávesy, programování syntezátoru
- Jay Migliori – barytonsaxofon
- Andy Paley – kytara, baskytara, harmonika, perkuse, doprovodné vokály
- Dean Parks – kytara
- Bob Riley – bicí automat
- Philippe Saisse – programování syntezátoru
- Carol Steele – perkuse
- Todd Herreman – syntezátor
- Frank Marocco – akordeon
- Baystate Bluegrass Band – kytara, banjo, mandolína
- Robbie Condor – programování syntezátoru
- Eugene Landy – doprovodné vokály
- Tony Salvage – housle, pila
- Kevin S. Leslie – kroky